# Выборы в ландтаг Рейнланд-Пфальца 1996
Выборы в ландтаг Рейнланд-Пфальца 1996 года состоялись 24 марта, одновременно с выборами в Баден-Вюртемберге и Шлезвиг-Гольштейне. Несмотря на потерю голосов со стороны Социал-демократической партии Германии (SPD), социально-либеральная коалиция во главе с премьер-министром Куртом Беком продолжила существовать.

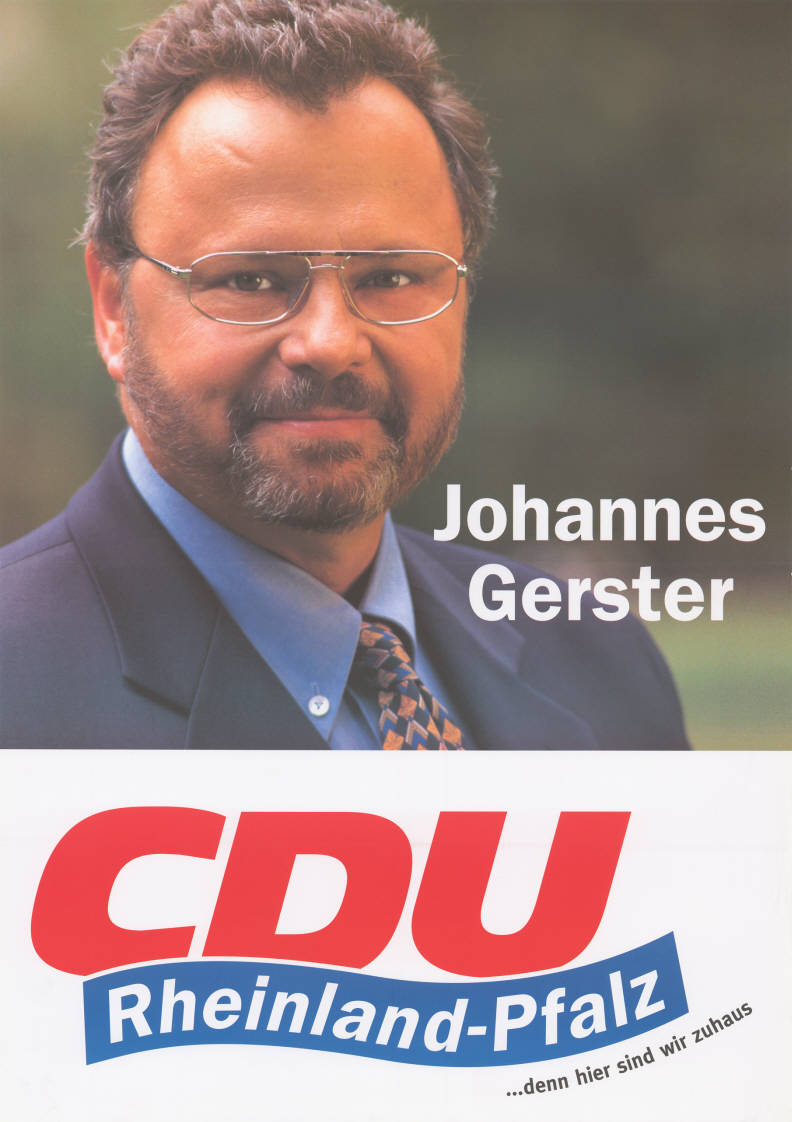
Плакат Христианско-демократического союза (CDU)

## Начальное положение
С 1991 года ландтаг возглавляла социально-либеральная коалиция, состоящая из Социал-демократической партии Германии и Свободной демократической партии, которую изначально возглавлял Рудольф Шарпинг, а с 1994 года — Курт Бек. Председателя Христианско-демократического союза — Ханса-Отто Вильгельма после проигранных выборов переизбрали. Его преемник Вернер Ланген оставался на посту всего лишь один год, после чего его заменил Гестер Иоганнес.

## Результаты выборов
Распределение мест после выборов 1996 года
Выборы в ландтаг состоялись 24 марта 1996 года. Участие в выборах приняло 15 партий.
- Общее количество избирателей: 2 987 099;
- Количество явившихся избирателей: 2 114 933;
- Явка избирателей: 70,80%, из них:
  - действительные голоса за избирательный округ: 2 047 309;
  - действительные национальные голоса: 2 063 726;

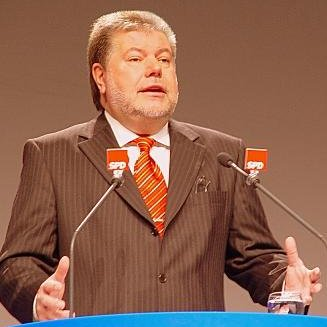
Премьер-министр Рейнланд-Пфальца — Курт Бек

- Всего мест: 101.

| Партия                      | Партия                                       | Голоса за избирательный округ | Голоса за избирательный округ | Прямые места | Национальные голоса | Национальные голоса | Мест | Изменений |
| --------------------------- | -------------------------------------------- | ----------------------------- | ----------------------------- | ------------ | ------------------- | ------------------- | ---- | --------- |
| Партия                      | Партия                                       | Количество                    | %                             | Прямые места | Количество          | %                   | Мест | Изменений |
|                             | Социал-демократическая партия Германии (SPD) | 846 507                       | 41,35                         | 24           | 821 539             | 39,81               | 43   | ▼4        |
|                             | Христианско-демократический союз (CDU)       | 860 847                       | 42,05                         | 27           | 798 166             | 38,68               | 41   | ▲1        |
|                             | Свободная демократическая партия (FDP)       | 137 730                       | 6,73                          |              | 184 426             | 8,94                | 7    | ▬         |
|                             | Зелёные                                      | 134 173                       | 6,55                          |              | 142 665             | 6,91                | 7    | ▬         |
|                             | Республиканцы (REP)                          | 42 103                        | 2,06                          |              | 71 499              | 3,46                |      |           |
|                             | Серые пантеры (GRAUE)                        | 1 959                         | 0,10                          |              | 14 338              | 0,69                |      |           |
|                             | Экологическая демократическая партия         | 13 641                        | 0,67                          |              | 10 879              | 0,53                |      |           |
|                             | Национал-демократическая партия              | 1 099                         | 0,05                          |              | 7 633               | 0,37                |      |           |
|                             | Партия закона природы                        | 3 010                         | 0,15                          |              | 6 201               | 0,30                |      |           |
|                             | Партия библейских христиан                   | 1 355                         | 0,07                          |              | 3 402               | 0,16                |      |           |
|                             | Партия «STATT»                               | 1 154                         | 0,06                          |              | 2 608               | 0,13                |      |           |
|                             | Солидарное движение за гражданские права     |                               |                               |              | 370                 | 0,02                |      |           |
|                             | Свободный альтернативный список              | 594                           | 0,03                          |              |                     |                     |      |           |
|                             | Партия справедливости Германии               | 525                           | 0,03                          |              |                     |                     |      |           |
|                             | Христианский центр                           | 241                           | 0,01                          |              |                     |                     |      |           |
|                             | Независимые кандидаты                        | 2 965                         | 0,14                          |              |                     |                     |      |           |
| Недействительных бюллетеней | Недействительных бюллетеней                  | 67 624                        | 3,2                           | -            | 51 207              | 2,4                 | -    | -         |
| Всего                       | Всего                                        | 2 047 309                     | 100                           | -            | 2 063 726           | -                   | 101  | -         |

## После выборов
После выборов социально-либеральная коалиция обладала большинством в ландтаге и Свободная демократическая партия (FDP) решила остаться в ней.